# 里克·多尔
里克·多尔（英語：Rick Doerr，1960年11月21日—），美国男子帆船运动员。他曾代表美国参加2008年和2016年夏季残疾人奥林匹克运动会帆船比赛，其中2016年夏季残奥会获得一枚银牌。